# Eugeniusz Romański

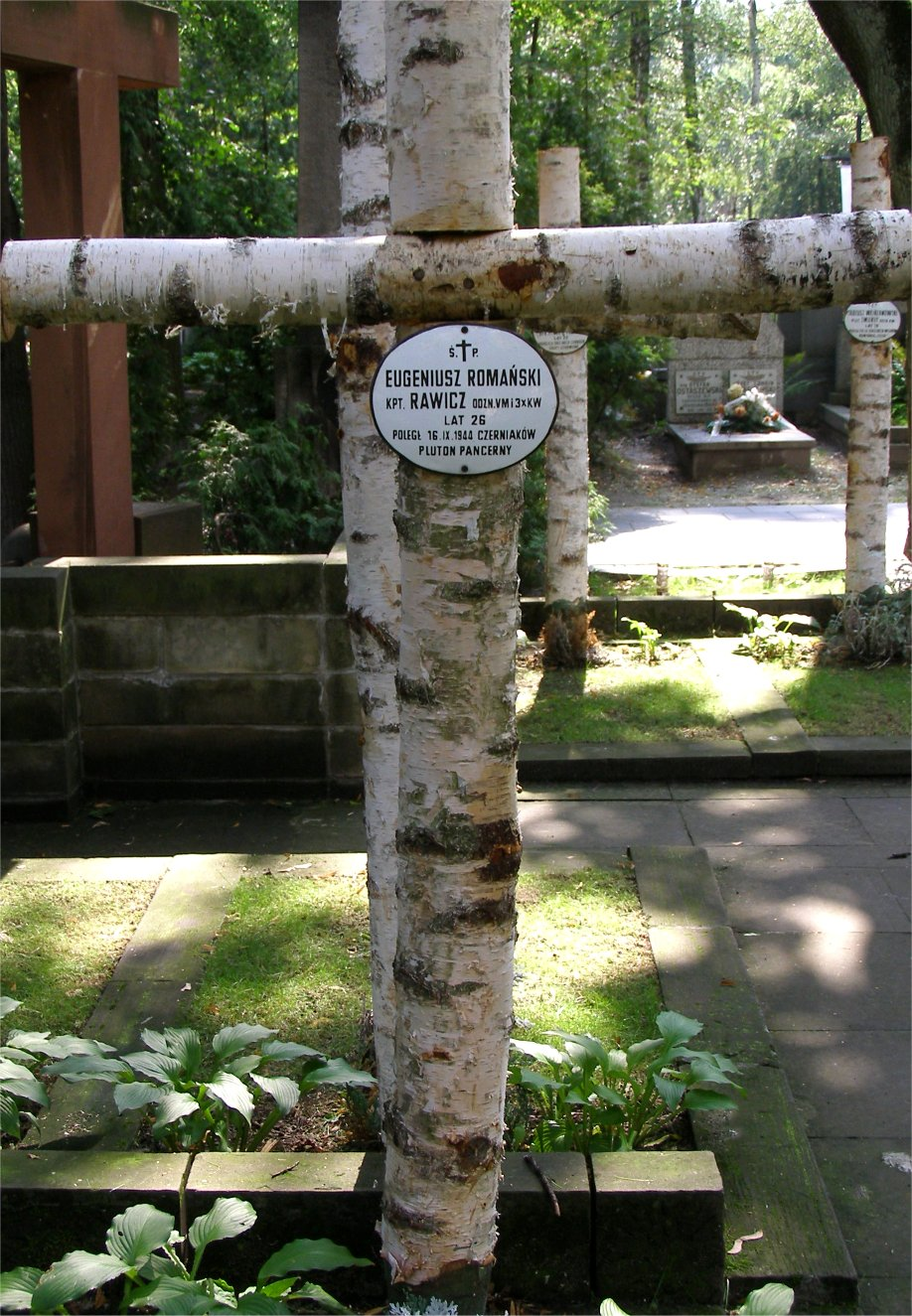
Krzyż nad grobem Eugeniusza Romańskiego na Cmentarzu Wojskowym

Eugeniusz Romański ps. Rawicz (ur. 30 grudnia 1918 w Iwanowie w Rosji, zm. 16 września 1944 w Warszawie) – kapitan Wojska Polskiego, żołnierz Armii Krajowej, powstaniec warszawski. Kawaler Orderu Virtuti Militari.

## Życiorys
W powstaniu warszawskim walczył ze swoim oddziałem na Woli, Starym Mieście i Czerniakowie.
Był zastępcą dowódcy walczącego na Woli plutonu pancernego „Wacek” w batalionie „Zośka”, porucznika Wacława Micuty. Dowodził przejściowo oboma zdobytymi przez powstańców 2 sierpnia 1944 czołgami PzKpfw V Panther – czołgiem „Magda” podczas ataku na szpital św. Zofii 4 sierpnia, następnie drugim czołgiem. 11 sierpnia 1944 Polacy musieli porzucić uszkodzone czołgi i ewakuować się na Stare Miasto, gdzie przeszedł także Eugeniusz Romański. Poległ 16 września na Czerniakowie, w rejonie ul. Okrąg 2. Miał 26 lat.
Odznaczony Orderem Virtuti Militari (pośmiertnie) i trzykrotnie Krzyżem Walecznych. Pochowany w kwaterach żołnierzy i sanitariuszek batalionu „Zośka” na Cmentarzu Wojskowym na Powązkach w Warszawie (kwatera A20-5-11).